# Melena del Sur
Melena del Sur est une ville et une municipalité de Cuba dans la province de Mayabeque.

## Géographie

### Situation
Melena del Sur se trouve dans l'est de la partie occidentale de l'île de Cuba, dans le sud de la province de Mayabeque, à 46 km sud-est de La Havane et 28 km sud de sa capitale de province San José de las Lajas.

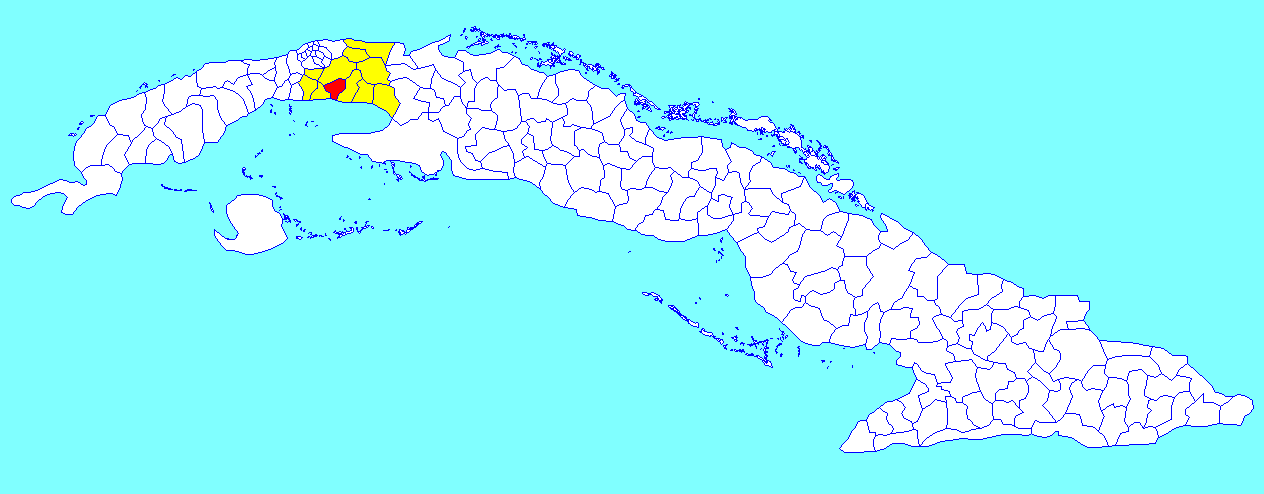
Municipalité de Melena del Sur dans la province de Mayabeque

### Divisions administratives
Melena del Sur a quatre consejos populares :
- Melena del Sur
- Lechuga - Monte - Zapote
- Guara
- Mañalich

## Population
En 2022 la population de la municipalité est estimée à 20 383 habitants. Pour une surface de 231,8 km2, la densité est de 87,93 habitants/km².